# Esiliiga B
La Esiliiga B es el tercer torneo de fútbol semi-profesional a nivel de clubes más importante de Estonia por debajo de la Esiliiga pero por encima de la II liiga.

## Historia
Fue creado en el año 2013 y cuenta con la participación de 10 equipos, los cuales se enfrentan todos contra todos a visita recíproca 4 veces en un año, en donde los dos primeros lugares del torneo ascienden a la Esiliiga directamente y el tercer lugar juega contra el octavo lugar de la Esiliiga para tener la posibilidad de tomar su lugar en la Esiliiga para la siguiente temporada.
Los dos peores equipos de la temporada descienden a la II liiga y el octavo lugar de la temporada juega un playoff ante el mejor tercer lugar (los terceros del grupo norte y sur juegan entre ellos para decidir quién juega la promoción) de la II liiga para poder permanecer en la liga o descender a la división inferior.

## Temporada 2023

### Grupo Norte/Este
| Club                     | Ciudad                 | Estadio                 | Capacidad |
| ------------------------ | ---------------------- | ----------------------- | --------- |
| FC Ararat Tallinn x      | Tallinn                | Lasnamäe Sports Complex |           |
| Jõhvi FC Lokomotiv x     | Jõhvi                  | Jõhvi linnastaadion     | 2000      |
| FC Infonet               | Tallinn                | Estadio Lasnamäe KJK    | 800       |
| Maardu FC Starbunker x   | Maardu                 | Maardu Stadium          | 1500      |
| Rakvere JK Tarvas x      | Rakvere                | Rakvere linnastaadion   | 1785      |
| Tartu JK Welco II x      | Tartu                  | Tamme staadion          | 1750      |
| Viimsi JK II x           | Viimsi                 | Viimsi Staadion         | 2000      |
| Tartu Tammeka sub-21a, b | 6.º                    | 3                       | 2016      |
| Vändra Vaprusa           | 3.º                    | 2                       | 2017      |
| Võru Heliosa. b          | 3.º en la II Liiga N/E | 1                       | 2018      |

## Campeones
| Temporada |                        |                     |                   | Máximo goleador                        | Goles |
| --------- | ---------------------- | ------------------- | ----------------- | -------------------------------------- | ----- |
| 2013      | Nõmme Kalju II (1)     | Pärnu Linnameeskond | Sillamäe Kalev II | Jürgen Kuresoo (Elva)                  | 33    |
| 2014      | Infonet II Tallinn (1) | Santos Tartu        | HÜJK Emmaste      | Yuriy Vereshchak (Santos Tartu)        | 43    |
| 2015      | Starbunker Maardu (1)  | Järve Kohtla-Järve  | Sillamäe Kalev II | Klimentiy Boldyrev (Starbunker Maardu) | 25    |
| 2016      | Kuressaare (1)         | Elva                | Welco Tartu       | Maarek Suursaar (Kuressaare)           | 33    |
| 2017      | Kalju sub-21 (2)       | Kalev sub-21        | Vaprus Vändra     | Karl Anton Sõerde (Kalev sub-21)       | 29    |

## Títulos por equipo
| Club                |   |   |   | Títulos por Año |
| ------------------- | - | - | - | --------------- |
| Nõmme Kalju II      | 2 | 0 | 0 | 2013, 2017      |
| Infonet II Tallinn  | 1 | 0 | 0 | 2014            |
| Starbunker Maardu   | 1 | 0 | 0 | 2015            |
| Kuressaare          | 1 | 0 | 0 | 2016            |
| Pärnu Linnameeskond | 0 | 1 | 0 |                 |
| Santos Tartu        | 0 | 1 | 0 |                 |
| Järve Kohtla-Järve  | 0 | 1 | 0 |                 |
| Elva                | 0 | 1 | 0 |                 |
| Kalev sub-21        | 0 | 1 | 0 |                 |
| Sillamäe Kalev II   | 0 | 0 | 2 |                 |
| HÜJK Emmaste        | 0 | 0 | 1 |                 |
| Welco Tartu         | 0 | 0 | 1 |                 |
| Vaprus Vändra       | 0 | 0 | 1 |                 |